# Jesus to a Child
Jesus to a Child is een nummer van de Britse zanger George Michael. Het nummer is afkomstig van zijn derde studioalbum Older, waarvan Jesus to a Child de eerste uitgebrachte single is. Het nummer behaalde de eerste positie in het Verenigd Koninkrijk en Australië. In Nederland werd het nummer Alarmschijf en behaalde het een derde plaats in de top 40. Jesus to a Child is een melancholisch eerbetoon aan zijn geliefde Anselmo Feleppa.

## Achtergrond
In zijn thuisland was het Michaels eerste hit in bijna vier jaar tijd. Het nummer was een eerbetoon aan zijn vriend en geliefde Anselmo Feleppa. Hij ontmoette Feleppa in Rio de Janeiro tijdens een optreden in 1991. Feleppa stierf twee jaar later aan een aan aids gerelateerde hersenbloeding. Michael was de tijd na zijn overlijden niet in staat iets te schrijven, maar schreef de tekst voor Jesus to a Child in minder dan een uur. Toen bedacht hij dat de tijd rijp was door te gaan met zijn leven.
De exacte identiteit van het onderwerp van het nummer - en de aard van de relatie tussen de twee - was in de tijd van het uitkomen nog taboe. Michael was in die tijd nog niet uit de kast als homoseksueel. Dit zou pas drie jaar later gebeuren, in 1998. Later droeg Michael het nummer tijdens liveoptredens altijd op aan Feleppa.
Jesus to a Child was de eerste van zes singles, afkomstig van Older.

## Hitnoteringen

### Nederlandse Top 40
| Jesus to a Child in de Nederlandse Top 40 binnen: 20 januari 1996 | Jesus to a Child in de Nederlandse Top 40 binnen: 20 januari 1996 | Jesus to a Child in de Nederlandse Top 40 binnen: 20 januari 1996 | Jesus to a Child in de Nederlandse Top 40 binnen: 20 januari 1996 | Jesus to a Child in de Nederlandse Top 40 binnen: 20 januari 1996 | Jesus to a Child in de Nederlandse Top 40 binnen: 20 januari 1996 | Jesus to a Child in de Nederlandse Top 40 binnen: 20 januari 1996 | Jesus to a Child in de Nederlandse Top 40 binnen: 20 januari 1996 | Jesus to a Child in de Nederlandse Top 40 binnen: 20 januari 1996 |
| Week                                                              | 1                                                                 | 2                                                                 | 3                                                                 | 4                                                                 | 5                                                                 | 6                                                                 | 7                                                                 |                                                                   |
| ----------------------------------------------------------------- | ----------------------------------------------------------------- | ----------------------------------------------------------------- | ----------------------------------------------------------------- | ----------------------------------------------------------------- | ----------------------------------------------------------------- | ----------------------------------------------------------------- | ----------------------------------------------------------------- | ----------------------------------------------------------------- |
| Nummer                                                            | 9                                                                 | 3                                                                 | 4                                                                 | 9                                                                 | 14                                                                | 17                                                                | 31                                                                | uit                                                               |

### NPO Radio 2 Top 2000
| Nummer met noteringen in de NPO Radio 2 Top 2000 | '03 | '04 | '05 | '06 | '07 | '08 | '09 | '10 | '11 | '12 | '13 | '14  | '15  | '16  | '17 | '18 | '19 | '20 | '21 | '22 | '23 | '24 |
| ------------------------------------------------ | --- | --- | --- | --- | --- | --- | --- | --- | --- | --- | --- | ---- | ---- | ---- | --- | --- | --- | --- | --- | --- | --- | --- |
| Jesus to a Child                                 | 557 | 659 | 807 | 591 | 619 | 663 | 762 | 845 | 799 | 804 | 990 | 1078 | 1155 | 1350 | 317 | 349 | 356 | 291 | 391 | 330 | 344 | 436 |

1. ↑  Een vetgedrukt getal geeft de hoogste notering aan.
2. ↑  2003 was het eerste jaar met een notering voor dit nummer.

## Tracklist

### Cd-single
1. "Jesus To A Child" (6:50)
2. "One More Try" (Live Gospel Versie) (5:21)

### Cassette Single
1. "Jesus To A Child" (6:50)
2. "One More Try" (Live Gospel Versie) (5:21)
3. "Older" (Instrumentale Versie) (5:18)